# The Rescuing Angel
The Rescuing Angel er en amerikansk stumfilm fra 1919 af Walter Edwards.

## Medvirkende
- Shirley Mason som Angela Deming
- Forrest Stanley som Joseph Whitely
- Arthur Edmund Carewe som Eliot Slade
- Edythe Chapman som Deming
- T.D. Crittenden som Collins